# سد ستارخان اهر
سد ستارخان اهر نام سدی است خاکی که بر رودخانهٔ اهرچای، در ۱۵ کیلومتری غرب شهر اهر، در استان آذربایجان شرقی قرار گرفته‌است.